# عماد العزب
عماد موفق العزب (5 يونيو 1970-) وزير التربية السورية في حكومة عماد خميس شغل المنصب من 26 نوفمبر 2018 حتى 30 أغسطس 2020.

## حياته الشخصية والمهنية[4]
ولد في مدينة داريا في محافظة ريف دمشق في 5 يونيو عام 1970. تخرج في جامعة دمشق بإجازة بالحقوق عام 1993م بالإضافة إلى ماجستير بإدارة الأعمال. شغل العديد من المناصب الرسمية والمحلية منها:
- رئيس الهيئة الوطنية للأولمبياد العلمي السوري
- عضو في مجلس الشعب
- رئيس هيئة التميز والإبداع منذ 2016